# Lone Tree, Iowa
Lone Tree là một thành phố thuộc quận Johnson, tiểu bang Iowa, Hoa Kỳ. Năm 2010, dân số của thành phố này là 1300 người.

## Dân số
Dân số qua các năm:
- Năm 2000: 1151 người.
- Năm 2010: 1300 người.